# Estrela Velha
Estrela Velha est une municipalité brésilienne située dans l'État du Rio Grande do Sul.